# Bells Are Ringing
Bells Are Ringing is een Amerikaanse muziekfilm uit 1960 onder regie van Vincente Minnelli..

## Verhaal
Ella Peterson is een telefoniste in New York. Tot ongenoegen van haar chef verbindt ze op haar werk verschillende klanten door met elkaar in een poging om hun leven te verbeteren. Zo wordt ze zelf ook verliefd op de stem van Frank Moss, een toneelschrijver met een schrijversblok. Het probleem daarbij is dat ze zichzelf aan de telefoon voordoet als een oude vrouw.

## Rolverdeling
| Acteur         | Personage         |
| -------------- | ----------------- |
| Judy Holliday  | Ella Peterson     |
| Dean Martin    | Jeffrey Moss      |
| Fred Clark     | Larry Hastings    |
| Eddie Foy jr.  | J. Otto Prantz    |
| Jean Stapleton | Sue               |
| Ruth Storey    | Gwynne            |
| Dort Clark     | Inspecteur Barnes |
| Frank Gorshin  | Blake Barton      |
| Ralph Roberts  | Francis           |
| Valerie Allen  | Olga              |
| Bernard West   | Dr. Joe Kitchell  |
| Steve Peck     | Crimineel         |
| Gerry Mulligan | Ella's afspraakje |

## Prijzen en nominaties
| Jaar | Prijs                    | Categorie                    | Genomineerde(n)                | Uitslag     |
| ---- | ------------------------ | ---------------------------- | ------------------------------ | ----------- |
| 1960 | Oscars                   | Beste muziek                 | André Previn                   | Genomineerd |
| 1960 | Golden Globes            | Beste komedie                | Vincente Minnelli Arthur Freed | Genomineerd |
| 1960 | Golden Globes            | Beste actrice in een komedie | Judy Holliday                  | Genomineerd |
| 1961 | Writers Guild of America | Beste muziekfilm             | Betty Comden Adolph Green      | Gewonnen    |